# Rally Dakar

Il percorso della Lisbona-Dakar 2006

Il Rally Dakar è uno dei rally raid di automobilismo e motociclismo più famosi al mondo: fino al 2007 prevedeva come traguardo finale la capitale del Senegal, nell'Africa occidentale.
Ideato nel 1978 da Thierry Sabine, è noto anche come le Dakar o Parigi-Dakar (in francese Paris-Dakar) in quanto originariamente la gara prendeva il via nella capitale francese, dapprima al Trocadéro e poi ai piedi della torre Eiffel.
Il percorso attraversava la Francia e, in seguito, si espanse su altri paesi europei, per raggiungere via mare l'Africa e, attraverso numerose tappe in alcuni dei Paesi africani che attraversavano il deserto del Sahara, giungeva a Dakar.
Dopo l'annullamento dell'edizione 2008 a causa di potenziali attentati terroristici, la corsa si è trasferita dapprima in Sudamerica dove rimase per 11 edizioni, per spostarsi poi, dal 2020, in Arabia Saudita, mantenendo comunque la denominazione Dakar.
Alla gara partecipano autovetture, motociclette, camion, quad, Side by Side e prototipi. I mezzi che intraprendono questa gara così impegnativa gara sono dotati di GPS (bussola satellitare dalla fine degli anni Novanta) e vengono preparati e rinforzati a livello meccanico per resistere alle sollecitazioni del terreno ma anche per non soffrire troppo vista la lunghezza delle singole tappe.

## Storia
La gara fu ideata nel 1976 da Thierry Sabine il quale, dopo essersi smarrito nel deserto durante un'altra competizione, la Abidjan-Nizza, decise di creare un rally raid estremo che percorresse la direzione inversa.
Nel 1979 la corsa da lui ideata debuttò sotto la denominazione di Oasis (nome dello sponsor ufficiale), salvo poi prendere il nome di Parigi-Dakar dopo un paio di anni. Le prime edizioni furono caratterizzate da un'organizzazione molto semplice ed estrema: ai concorrenti veniva garantita un'assistenza minima tra una tappa e l'altra e, mancando le grandi case automobilistiche e motociclistiche, non ancora troppo informate sulla competizione, il grosso dei partecipanti era costituito da semplici appassionati e piloti privati. Nelle prime due edizioni della gara, per volere di Sabine, fu stilata una unica classifica che comprendeva ogni tipo di veicolo, sia moto, sia auto e camion. 
L'edizione del 1982 è ancora oggi ricordata soprattutto per la costosissima missione internazionale di ricerca e salvataggio di Mark Thatcher, figlio dell'allora Primo Ministro britannico Margaret smarritosi nel Sahara mentre partecipava alla competizione con la sua Peugeot 504. Sua madre intervenne personalmente e, alla fine, il 14 gennaio 1982 un Hercules C-130 dell'aviazione militare algerina lo ritrovò. La notizia ebbe immediata e vastissima eco sui mass media di tutto il mondo e questo permise alla Dakar di assurgere agli onori delle cronache.
Per fronteggiare la crisi che la gara stava vivendo, con una riduzione del numero di iscritti, nel 1992 si decise di dare vita alla Parigi-Città del Capo, con il traguardo finale fissato proprio a Città del Capo, in Sudafrica: la gara attraversò moltissimi Paesi dell'Africa nord-occidentale oltre ad altre nazioni dell'Africa centrale e meridionale.
Oltre al suo indiscusso fascino questa competizione è tristemente famosa per la sua pericolosità: molti piloti, infatti, hanno perso la vita nel tentativo di compiere questa impresa, come ad esempio il campione toscano Fabrizio Meoni, vincitore per la categoria Moto su KTM delle edizioni 2001 e 2002, deceduto tre anni dopo l'ultimo successo durante una tappa in Mauritania. Anche la popolazione locale è stata coinvolta talvolta in incidenti mortali mentre il fondatore della corsa, Thierry Sabine, è rimasto vittima, assieme ad altre quattro persone, di un incidente: il francese perse la vita nello schianto del suo elicottero durante l'edizione del 1986, mentre sorvolava la prova speciale in corso alla ricerca dei piloti dispersi, in una terribile tempesta di sabbia.

### L'organizzazione
Thierry Sabine aveva dato vita alla TSO (Thierry Sabine Organization). Dopo la sua morte l'organizzazione del rally raid fu assunta dal padre Gilbert, dentista di professione. Di seguito l'elenco dettagliato delle persone che si sono succedute alla guida della corsa.
- Thierry Sabine (1979-1986)
- Gilbert Sabine (1987-1993)
- Jean-Claude Morellet "Fenouil" (1994)
- Hubert Auriol (1995-2003)
- Étienne Lavigne (2004-2019) per conto della Amaury Sport Organisation[5]
- David Castera (2020-)

### Il trasferimento in Sudamerica

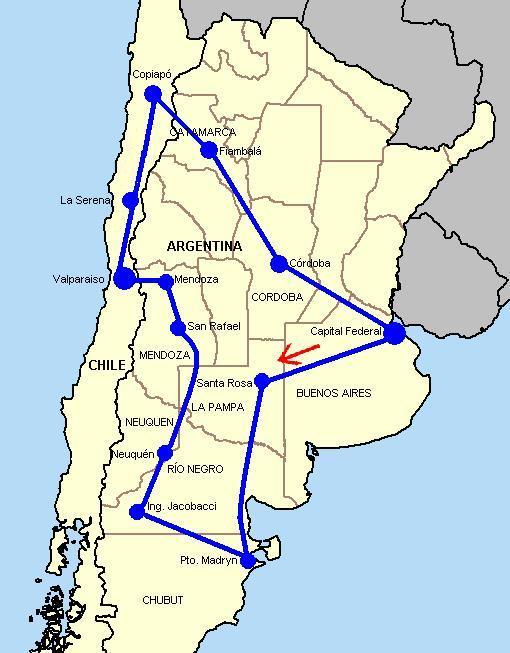
Dakar 2009

L'edizione del 2008 fu annullata dall'organizzazione stessa, a Lisbona, a poche ore dalla partenza. Il Ministero degli Esteri bloccò la gara per una situazione di pericolo per i cittadini europei, in particolare per i francesi, venutasi a creare in Mauritania, dove quattro turisti furono uccisi il 24 dicembre. Non potendo garantire la sicurezza ai partecipanti della gara il Ministero francese chiese di annullare la competizione che avrebbe ovviamente attraversato la Mauritania. 
Nel 2009 la gara si spostò in Sudamerica, tra Argentina e Cile, con partenza da Buenos Aires, giro di boa a Valparaíso e ritorno; a vincere, per la prima volta nella storia della gara, un sudafricano, il pilota ufficiale, Giniel de Villiers. 
In quello stesso 2009 la Mitsubishi Motors decise di ritirarsi, per decisione della Casa madre dai rally raid.
L'edizione 2010 (1-16 gennaio) si corse in uno scenario quasi identico a quello dell'anno precedente: delle quattordici tappe previste sette si svilupparono in territorio argentino e sette su quello cileno con partenza e arrivo a Buenos Aires e giro di boa ad Antofagasta in Cile. I vincitori della corsa furono gli spagnoli Carlos Sainz e Lucas Cruz nella categoria auto, il francese Cyril Despres nella categoria moto, l'equipaggio russo Čagin, Savostin e Nikolaev su Kamaz nella categoria camion e l'argentino Marcos Patronelli (dietro di lui il fratello Alejandro, che vincerà l'anno dopo) nella categoria quad.
A partire dall'edizione 2012 si decide di lasciare Buenos Aires per la partenza e la gara non si svilupperà più su un percorso ad anello, bensì su un tracciato da costa a costa del Sud America.
Dal 2017 debutta una nuova categoria, quella degli SSV, i sidebyside.
Man mano che la gara si correva in Sud America i diversi Paesi coinvolti persero un po' di interesse e soprattutto ridussero i finanziamenti: per questa ragione nel 2019 l'ultima edizione in Sud America si corse in una unica nazionae, il Perù. 

### Il trasferimento in Arabia Saudita
Dal 2020 la gara si corre in Arabia Saudita e due anni dopo la categoria dei SidebySide si è suddivisa dapprima fra T3 e T4 mentre in seguito i T3 sono stati rinominati dalla FIA Light Prototypes e in seguito la categoria ha preso il nome di Challenger.

## Albo d'oro

### Moto, auto e camion
| Anno | Percorso                             | Moto                 | Moto                          | Auto                                           | Auto                         | Camion                                                 | Camion                 |
| Anno | Percorso                             | Pilota               | Mezzo                         | Pilota Copilota                                | Mezzo                        | Pilota Copiloti                                        | Mezzo                  |
| ---- | ------------------------------------ | -------------------- | ----------------------------- | ---------------------------------------------- | ---------------------------- | ------------------------------------------------------ | ---------------------- |
| 1979 | Parigi-Dakar                         | Cyril Neveu          | Yamaha XT500                  | Alain Génestier Joseph Terbiaut Jean Lemordant | Range Rover                  | Jean-François Dunac Jean-Pierre Chapel François Beau   | Steyr-Puch Pinzgauer   |
| 1980 | Parigi-Dakar                         | Cyril Neveu          | Yamaha XT500                  | Freddy Kottulinsky Fred Luffelman              | Volkswagen Iltis             | Zohra Ataouat Hadj Daou Boukrif Mahiedine Kaloua       | Sonacome M210          |
| 1981 | Parigi-Dakar                         | Hubert Auriol        | BMW R80G/S                    | René Metge Bernard Giroux                      | Range Rover                  | Adrien Villette Henri Gabrelle Alain Voillereau        | ALM/ACMAT              |
| 1982 | Parigi-Algeri-Dakar                  | Cyril Neveu          | Honda XR550                   | Claude Marreau Bernard Marreau                 | Renault 20                   | Georges Groine Thierry de Saulieu Bernard Malferiol    | Mercedes-Benz U 1700 L |
| 1983 | Parigi-Algeri-Dakar                  | Hubert Auriol        | BMW R80G/S                    | Jacky Ickx Claude Brasseur                     | Mercedes 280 GE              | Georges Groine Thierry de Saulieu Bernard Malferiol    | Mercedes-Benz 1936 AK  |
| 1984 | Parigi-Algeri-Dakar                  | Gaston Rahier        | BMW R80G/S                    | René Metge Dominique Lemoyne                   | Porsche 911                  | Pierre Lalleu Daniel Durce Patrick Venturini           | Mercedes-Benz 1936 AK  |
| 1985 | Parigi-Algeri-Dakar                  | Gaston Rahier        | BMW R80G/S                    | Patrick Zaniroli Jean Da Silva                 | Mitsubishi Pajero Evolution  | Karl-Friedrich Capito Jost Capito Klaus Schweikarl     | Mercedes-Benz 1936 AK  |
| 1986 | Parigi-Algeri-Dakar                  | Cyril Neveu          | Honda NXR750V                 | René Metge Dominique Lemoyne                   | Porsche 959                  | Giacomo Vismara Giulio Minelli                         | Mercedes-Benz U 1300 L |
| 1987 | Parigi-Algeri-Dakar                  | Cyril Neveu          | Honda NXR750V                 | Ari Vatanen Bernard Giroux                     | Peugeot 205 Turbo 16         | Jan de Rooy Yvo Geusens Theo van de Rijt               | DAF TurboTwin II       |
| 1988 | Parigi-Algeri-Dakar                  | Edi Orioli           | Honda NXR800V                 | Juha Kankkunen Juha Piironen                   | Peugeot 205 Turbo 16         | Karel Loprais Radomir Stachura Tomas Muck              | Tatra 815              |
| 1989 | Parigi-Tunisi-Dakar                  | Gilles Lalay         | Honda NXR800V                 | Ari Vatanen Bruno Berglund                     | Peugeot 405 Turbo 16         | Non disputato                                          | Non disputato          |
| 1990 | Parigi-Tripoli-Dakar                 | Edi Orioli           | Cagiva Elefant 900            | Ari Vatanen Bruno Berglund                     | Peugeot 405 Turbo 16         | Giorgio Villa Giorgio Delfino Claudio Vinante          | Perlini 105F           |
| 1991 | Parigi-Tripoli-Dakar                 | Stéphane Peterhansel | Yamaha YZE 750T               | Ari Vatanen Bruno Berglund                     | Citroën ZX Grand Raid        | Jacques Houssat Thierry de Saulieu Danilo Bottaro      | Perlini 105F           |
| 1992 | Parigi-Sirte-Città del Capo          | Stéphane Peterhansel | Yamaha YZE 850T               | Hubert Auriol Philippe Monnet                  | Mitsubishi Pajero Evolution  | Francesco Perlini Giorgio Albiero Claudio Vinante      | Perlini 105F           |
| 1993 | Parigi-Tangeri-Dakar                 | Stéphane Peterhansel | Yamaha YZE 850T               | Bruno Saby Dominique Serieys                   | Mitsubishi Pajero Evolution  | Francesco Perlini Giorgio Albiero Claudio Vinante      | Perlini 105F           |
| 1994 | Parigi-Dakar-Parigi                  | Edi Orioli           | Cagiva Elefant 900            | Pierre Lartigue Michel Périn                   | Citroën ZX Grand Raid        | Karel Loprais Radomir Stachura Josef Kalina            | Tatra 815              |
| 1995 | Granada-Dakar                        | Stéphane Peterhansel | Yamaha YZE 850T               | Pierre Lartigue Michel Périn                   | Citroën ZX Grand Raid        | Karel Loprais Radomir Stachura Tomas Tomecek           | Tatra 815              |
| 1996 | Granada-Dakar                        | Edi Orioli           | Yamaha YZE 850T               | Pierre Lartigue Michel Périn                   | Citroën ZX Grand Raid        | Viktor Moskovskič Anatolij Kouzmine Nail' Bagavetdinov | Kamaz 49252            |
| 1997 | Dakar-Agadez-Dakar                   | Stéphane Peterhansel | Yamaha YZE850T                | Kenjirō Shinozuka Henri Magne                  | Mitsubishi Pajero Evolution  | Peter Reif Johann Deinhofer                            | Hino Ranger            |
| 1998 | Parigi-Granada-Dakar                 | Stéphane Peterhansel | Yamaha YZE 850T               | Jean-Pierre Fontenay Gilles Picard             | Mitsubishi Pajero Evolution  | Karel Loprais Radomir Stachura Jan Cermak              | Tatra 815              |
| 1999 | Granada-Dakar                        | Richard Sainct       | BMW F650RR                    | Jean-Louis Schlesser Philippe Monnet           | Schlesser-Renault Buggy      | Karel Loprais Radomir Stachura Josef Kalina            | Tatra 815              |
| 2000 | Parigi-Dakar-Cairo                   | Richard Sainct       | BMW F650RR                    | Jean-Louis Schlesser Henri Magne               | Schlesser-Renault Buggy      | Vladimir Čagin Semen Jakubov Sergej Savostin           | Kamaz 49256            |
| 2001 | Parigi-Dakar                         | Fabrizio Meoni       | KTM LC4 660R                  | Jutta Kleinschmidt Andreas Schulz              | Mitsubishi Pajero Evolution  | Karel Loprais Josef Kalina Petr Hamerla                | Tatra 815              |
| 2002 | Arras-Madrid-Dakar                   | Fabrizio Meoni       | KTM LC8 950R                  | Hiroshi Masuoka Pascal Maimon                  | Mitsubishi Pajero Evolution  | Vladimir Čagin Semen Jakubov Sergej Savostin           | Kamaz 49256            |
| 2003 | Marsiglia-Sharm el-Sheikh            | Richard Sainct       | KTM LC4 660R                  | Hiroshi Masuoka Andreas Schulz                 | Mitsubishi Pajero Evolution  | Vladimir Čagin Semen Jakubov Sergej Savostin           | Kamaz 4911             |
| 2004 | Clermont-Ferrand-Dakar               | Nani Roma            | KTM LC4 660R                  | Stéphane Peterhansel Jean-Paul Cottret         | Mitsubishi Pajero Evolution  | Vladimir Čagin Semen Jakubov Sergej Savostin           | Kamaz 4911             |
| 2005 | Barcellona-Dakar                     | Cyril Despres        | KTM LC4 660R                  | Stéphane Peterhansel Jean-Paul Cottret         | Mitsubishi Pajero Evolution  | Firdaus Kabirov Aýdar Beljaev Andrej Mokeev            | Kamaz 4911             |
| 2006 | Lisbona-Dakar                        | Marc Coma            | KTM LC4 660R                  | Luc Alphand Gilles Picard                      | Mitsubishi Pajero Evolution  | Vladimir Čagin Semen Jakubov Sergej Savostin           | Kamaz 4911             |
| 2007 | Lisbona-Dakar                        | Cyril Despres        | KTM 690 Rally                 | Stéphane Peterhansel Jean-Paul Cottret         | Mitsubishi Pajero Evolution  | Hans Stacey Charly Gotlib Bernard der Kinderen         | MAN TGA                |
| 2008 | Non disputata                        | Non disputata        | Non disputata                 | Non disputata                                  | Non disputata                | Non disputata                                          | Non disputata          |
| 2009 | Buenos Aires-Valparaíso-Buenos Aires | Marc Coma            | KTM 690 Rally                 | Giniel De Villiers Dirk von Zitzewitz          | Volkswagen Race Touareg 2    | Firdaus Kabirov Aýdar Beljaev Andrej Mokeev            | Kamaz 4326-9           |
| 2010 | Buenos Aires-Valparaíso-Buenos Aires | Cyril Despres        | KTM 690 Rally                 | Carlos Sainz Lucas Cruz                        | Volkswagen Race Touareg 2    | Vladimir Čagin Sergej Savostin Eduard Nikolaev         | Kamaz 4326-9           |
| 2011 | Buenos Aires-Arica-Buenos Aires      | Marc Coma            | KTM 450 Rally                 | Nasser Al-Attiyah Timo Gottschalk              | Volkswagen Race Touareg 3    | Vladimir Čagin Sergej Savostin Ildar Šaysultanov       | Kamaz 4326-9           |
| 2012 | Mar del Plata-Lima                   | Cyril Despres        | KTM 450 Rally                 | Stéphane Peterhansel Jean-Paul Cottret         | Mini ALL4 Racing             | Gérard de Rooy Tom Colsoul Darek Rodewald              | Iveco Powerstar        |
| 2013 | Lima-Santiago                        | Cyril Despres        | KTM 450 Rally                 | Stéphane Peterhansel Jean-Paul Cottret         | Mini ALL4 Racing             | Eduard Nikolaev Sergej Savostin Vladmir Rybakov        | Kamaz 4326-9           |
| 2014 | Rosario-Valparaíso                   | Marc Coma            | KTM 450 Rally                 | Nani Roma Michel Périn                         | Mini ALL4 Racing             | Andrej Karginov Andrej Mokeev Igor' Devjatkin          | Kamaz 4326-9           |
| 2015 | Buenos Aires-Iquique-Buenos Aires    | Marc Coma            | KTM 450 Rally                 | Nasser Al-Attiyah Mathieu Baumel               | Mini ALL4 Racing             | Airat Mardeev Aýdar Beljaev Dmitrij Svitsunov          | Kamaz 4326-9           |
| 2016 | Buenos Aires-Salta-Rosario           | Toby Price           | KTM 450 Rally                 | Stéphane Peterhansel Jean-Paul Cottret         | Peugeot 2008 DKR             | Gérard de Rooy Moi Torrallardona Darek Rodewald        | Iveco Powerstar        |
| 2017 | Asunción-Buenos Aires                | Sam Sunderland       | KTM 450 Rally                 | Stéphane Peterhansel Jean-Paul Cottret         | Peugeot 3008 DKR             | Eduard Nikolaev Evgenij Yakovlev Vladimir Rybakov      | Kamaz 4326-9           |
| 2018 | Lima-Cordoba                         | Matthias Walkner     | KTM 450 Rally                 | Carlos Sainz Lucas Cruz                        | Peugeot 3008 DKR Maxi        | Eduard Nikolaev Evgenij Yakovlev Vladimir Rybakov      | Kamaz 4326-9           |
| 2019 | Lima-Lima                            | Toby Price           | KTM 450 Rally                 | Nasser Al-Attiyah Mathieu Baumel               | Toyota Hilux Dakar           | Eduard Nikolaev Evgenij Yakovlev Vladimir Rybakov      | Kamaz 43509            |
| 2020 | Gedda-Riad-Qiddiya                   | Ricky Brabec         | Honda CRF450 Rally            | Carlos Sainz Lucas Cruz                        | Mini John Cooper Works Buggy | Andrej Karginov Andrej Mokeev Igor' Leonov             | Kamaz 43509            |
| 2021 | Gedda-Ha'il-Gedda                    | Kevin Benavides      | Honda CRF450 Rally            | Stéphane Peterhansel Édouard Boulanger         | Mini John Cooper Works Buggy | Dmitrij Sotnikov Ruslan Akhmadeev Ilgiz Akhmetzianov   | Kamaz 43509            |
| 2022 | Gedda-Riad-Gedda                     | Sam Sunderland       | GasGas RC 450F                | Nasser Al-Attiyah Mathieu Baumel               | Toyota Hilux Dakar           | Dmitrij Sotnikov Ruslan Achmadeev Il'giz Achmetzjanov  | Kamaz K5               |
| 2023 | Yanbuʿ-Riad-Dammam                   | Kevin Benavides      | KTM 450 Rally Factory Replica | Nasser Al-Attiyah Mathieu Baumel               | Toyota Hilux Dakar           | Janus van Kasteren Ruslan Achmadeev Marcel Snijders    | Iveco Powerstar        |
| 2024 | Al-'Ula-Riad-Yanbu                   | Ricky Brabec         | Honda CRF450 Rally            | Carlos Sainz Lucas Cruz                        | Audi RS Q e-tron E2          | Martin Macík František Tomášek David Švanda            | Iveco Powerstar        |
| 2025 | Bisha-Shubaytah                      | Daniel Sanders       | KTM 450 Rally                 | Yazeed Al-Rajhi Timo Gottschalk                | Toyota Hilux Overdrive Evo   | Martin Macík František Tomášek David Švanda            | Iveco Powerstar        |

### Quad, SxS e Prototipi leggeri
| Anno | Percorso                             | Quad                 | Quad              | SxS / SSVs                                | SxS / SSVs          | Prototipi leggeri / Challenger     | Prototipi leggeri / Challenger |
| Anno | Percorso                             | Pilota               | Mezzo             | Pilota Copilota                           | Mezzo               | Pilota Copilota                    | Mezzo                          |
| ---- | ------------------------------------ | -------------------- | ----------------- | ----------------------------------------- | ------------------- | ---------------------------------- | ------------------------------ |
| 2009 | Buenos Aires-Valparaíso-Buenos Aires | Josef Macháček       | Yamaha Raptor 700 | Non disputato                             | Non disputato       | Non disputato                      | Non disputato                  |
| 2010 | Buenos Aires-Valparaíso-Buenos Aires | Marcos Patronelli    | Yamaha Raptor 700 | Non disputato                             | Non disputato       | Non disputato                      | Non disputato                  |
| 2011 | Buenos Aires-Arica-Buenos Aires      | Alejandro Patronelli | Yamaha Raptor 700 | Non disputato                             | Non disputato       | Non disputato                      | Non disputato                  |
| 2012 | Mar del Plata-Lima                   | Alejandro Patronelli | Yamaha Raptor 700 | Non disputato                             | Non disputato       | Non disputato                      | Non disputato                  |
| 2013 | Lima-Santiago                        | Marcos Patronelli    | Yamaha Raptor 700 | Non disputato                             | Non disputato       | Non disputato                      | Non disputato                  |
| 2014 | Rosario-Valparaíso                   | Ignacio Casale       | Yamaha Raptor 700 | Non disputato                             | Non disputato       | Non disputato                      | Non disputato                  |
| 2015 | Buenos Aires-Iquique-Buenos Aires    | Rafał Sonik          | Yamaha Raptor 700 | Non disputato                             | Non disputato       | Non disputato                      | Non disputato                  |
| 2016 | Buenos Aires-Salta-Rosario           | Marcos Patronelli    | Yamaha Raptor 700 | Non disputato                             | Non disputato       | Non disputato                      | Non disputato                  |
| 2017 | Asunción-Buenos Aires                | Sergej Karjakin      | Yamaha Raptor 700 | Leandro Torres Lourival Roldan            | Polaris RZR 1000 XP | Non disputato                      | Non disputato                  |
| 2018 | Lima-Cordoba                         | Ignacio Casale       | Yamaha Raptor 700 | Reinaldo Varela Gustavo Gugelmin          | Can-Am Maverick X3  | Non disputato                      | Non disputato                  |
| 2019 | Lima-Lima                            | Nicolas Cavigliasso  | Yamaha Raptor 700 | Francisco López Alvaro Quintanilla        | Can-Am Maverick X3  | Non disputato                      | Non disputato                  |
| 2020 | Gedda-Riad-Qiddiya                   | Ignacio Casale       | Yamaha Raptor 700 | Casey Currie Sean Berriman                | Can-Am Maverick X3  | Non disputato                      | Non disputato                  |
| 2021 | Gedda-Ha'il-Gedda                    | Manuel Andújar       | Yamaha Raptor 700 | Francisco López Juan Pablo Latrach        | Can-Am Maverick X3  | Josef Macháček Pavel Vyoral        | Can-Am DV 21                   |
| 2022 | Gedda-Riad-Gedda                     | Alexandre Giroud     | Yamaha Raptor 700 | Austin Jones Gustavo Gugelmin             | Can-Am Maverick XRS | Francisco López Juan Pablo Latrach | Can-Am Maverick X3             |
| 2023 | Yanbuʿ-Riad-Dammam                   | Alexandre Giroud     | Yamaha Raptor 700 | Eryk Goczał Oriol Mena                    | Can-Am Maverick XRS | Austin Jones Gustavo Gugelmin      | Can-Am Maverick XRS            |
| 2024 | Al-'Ula-Riad-Yanbu                   | Manuel Andujar       | Yamaha Raptor 700 | Cristina Gutiérrez Pablo Moreno Huete     | Taurus T3 Max       | Xavier de Soultrait Martin Bonnet  | Polaris RZR Pro R              |
| 2025 | Bisha-Shubaytah                      | Non disputato        | Non disputato     | Nicolas Cavigliasso Valentina Pertegarini | Taurus T3 Max       | Brock Heger Max Eddy               | Polaris RZR Pro R Sport        |

## Piloti con più vittorie
Piloti
| Pilota               | Auto | Moto | Camion | Quad | Totali |
| -------------------- | ---- | ---- | ------ | ---- | ------ |
| Stéphane Peterhansel | 8    | 6    |        |      | 14     |
| Vladimir Čagin       |      |      | 7      |      | 7      |
| Karel Loprais        |      |      | 6      |      | 6      |
| Nasser Al-Attiyah    | 5    |      |        |      | 5      |
| Marc Coma            |      | 5    |        |      | 5      |
| Cyril Neveu          |      | 5    |        |      | 5      |
| Cyril Despres        |      | 5    |        |      | 5      |
| Ari Vatanen          | 4    |      |        |      | 4      |
| Carlos Sainz         | 4    |      |        |      | 4      |
| Edi Orioli           |      | 4    |        |      | 4      |
| Eduard Nikolaev      |      |      | 4      |      | 4      |
| Hubert Auriol        | 1    | 2    |        |      | 3      |
| René Metge           | 3    |      |        |      | 3      |
| Pierre Lartigue      | 3    |      |        |      | 3      |
| Richard Sainct       |      | 3    |        |      | 3      |
| Nani Roma            | 1    | 2    |        |      | 3      |
| Marcos Patronelli    |      |      |        | 3    | 3      |
| Jean-Louis Schlesser | 2    |      |        |      | 2      |
| Hiroshi Masuoka      | 2    |      |        |      | 2      |
| Gaston Rahier        |      | 2    |        |      | 2      |
| Fabrizio Meoni       |      | 2    |        |      | 2      |
| Toby Price           |      | 2    |        |      | 2      |
| Kevin Benavides      |      | 2    |        |      | 2      |
| Ricky Brabec         |      | 2    |        |      | 2      |
| Georges Groine       |      |      | 2      |      | 2      |
| Francesco Perlini    |      |      | 2      |      | 2      |
| Firdaus Kabirov      |      |      | 2      |      | 2      |
| Gérard de Rooy       |      |      | 2      |      | 2      |
| Andrej Karginov      |      |      | 2      |      | 2      |
| Alejandro Patronelli |      |      |        | 2    | 2      |
| Alexandre Giroud     |      |      |        | 2    | 2      |
| Manuel Andujar       |      |      |        | 2    | 2      |

Costruttori
| Costruttore       | Auto         | Moto          | Camion       | Quad          | Totali |
| ----------------- | ------------ | ------------- | ------------ | ------------- | ------ |
| Yamaha            |              | 9 (4 cons.)   |              | 16 (16 cons.) | 25     |
| KTM               |              | 20 (19 cons.) |              |               | 19     |
| Kamaz             |              |               | 19 (6 cons.) |               | 19     |
| Mitsubishi        | 12 (7 cons.) |               |              |               | 12     |
| Honda             |              | 8 (3 cons.)   |              |               | 8      |
| Mercedes          | 1            |               | 5 (5 cons.)  |               | 6      |
| BMW               |              | 6             |              |               | 6      |
| Tatra             |              |               | 6            |               | 6      |
| Peugeot           | 6 (4 cons.)  |               |              |               | 6      |
| Iveco             |              |               | 5 (3 cons.)  |               | 5      |
| Volkswagen        | 4 (3 cons.)  |               |              |               | 4      |
| Citroën           | 4            |               |              |               | 4      |
| Perlini           |              |               | 4 (4 cons.)  |               | 4      |
| Mini              | 4 (cons.)    |               |              |               | 4      |
| Toyota            | 4 (2 cons.)  |               |              |               | 4      |
| Land Rover        | 2            |               |              |               | 2      |
| Schlesser-Renault | 2            |               |              |               | 2      |
| Porsche           | 2            |               |              |               | 2      |
| Cagiva            |              | 2             |              |               | 2      |
| Renault           | 1            |               |              |               | 1      |
| MAN               |              |               | 1            |               | 1      |
| DAF               |              |               | 1            |               | 1      |
| ALM/ACMAT         |              |               | 1            |               | 1      |
| Sonacome          |              |               | 1            |               | 1      |
| Hino              |              |               | 1            |               | 1      |
| Audi              | 1            |               |              |               | 1      |

## Vittorie di tappa
È il pilota di auto e moto Stéphane Peterhansel il dakariano che ha vinto il maggior numero di tappe, 82 a tutta la Rally Dakar 2022.
Auto
| Pilota               | Tappe |
| -------------------- | ----- |
| Ari Vatanen          | 50    |
| Stéphane Peterhansel | 50    |
| Nasser Al-Attiyah    | 48    |
| Carlos Sainz         | 42    |
| Jacky Ickx           | 29    |
| Hiroshi Masuoka      | 25    |
| Jean-Pierre Fontenay | 24    |
| Sébastien Loeb       | 23    |
| Pierre Lartigue      | 21    |
| Kenjirō Shinozuka    | 21    |
| Giniel de Villiers   | 18    |
| Jean-Louis Schlesser | 15    |
| Bruno Saby           | 15    |
| René Metge           | 13    |
| Hubert Auriol        | 13    |
| Patrick Zaniroli     | 12    |

Moto
| Pilota               | Tappe |
| -------------------- | ----- |
| Cyril Despres        | 33    |
| Stéphane Peterhansel | 33    |
| Joan Barreda         | 30    |
| Jordi Arcarons       | 27    |
| Marc Coma            | 25    |
| Hubert Auriol        | 24    |
| Alessandro De Petri  | 19    |
| Edi Orioli           | 17    |
| Gaston Rahier        | 17    |
| Richard Sainct       | 15    |
| Toby Price           | 15    |
| Fabrizio Meoni       | 14    |
| Serge Bacou          | 13    |
| Nani Roma            | 12    |

Camion
| Pilota           | Tappe |
| ---------------- | ----- |
| Vladimir Čagin   | 63    |
| Firdaus Kabirov  | 37    |
| Gérard de Rooy   | 33    |
| Ėduard Nikolaev  | 24    |
| Andrej Karginov  | 21    |
| Hans Stacey      | 18    |
| Karel Loprais    | 16    |
| Dmitrj Sotnikov  | 15    |
| Aleš Loprais     | 11    |
| André de Azevedo | 10    |

## Incidenti mortali in gara
Ad oggi sono 32 i piloti di qualunque mezzo a cui la Dakar è stata fatale.
- 1979:  Patrick Dodin (moto)
- 1982:  Bert Oosterhuis (moto)
- 1983:  Jean-Noël Pineau (moto)
- 1986:  Giampaolo Marinoni (moto),  Jasuo Kaneko (moto)
- 1988:  Jean-Claude Huger (moto),  Patrick Canado (auto),  Kees van Loevezijn (camion)
- 1991:  François Picquot (auto),  France Charles Cabannes (camion),  Laurent Le Bourgeois (auto),  Jean-Marie Sounillac (auto)
- 1992:  Gilles Lalay (moto)
- 1994:  Michel Sansen (moto)
- 1996:  Laurent Gueguen (camion)
- 1997:  Jean-Pierre Leduc (moto)
- 2002:  Daniel Vergnes (auto)
- 2003:  Bruno Cauvy (auto)
- 2005:  José Manuel Pérez (moto),  Fabrizio Meoni (moto)
- 2006:  Andy Caldecott (moto)
- 2007:  Elmer Symons (moto),  Eric Aubijoux (moto)
- 2009:  Pascal Terry (moto)
- 2012:  Jorge Andrés Martínez Boero (moto)
- 2013:  Thomas Bourgin (moto)
- 2014:  Eric Palante (moto)
- 2015:  Michal Hernik (moto)
- 2020:  Paulo Gonçalves (moto)[14],  Edwin Straver (moto)
- 2021:  Pierre Cherpin (moto)[15]
- 2024:  Carles Falcon (moto)[16]

## Galleria d'immagini

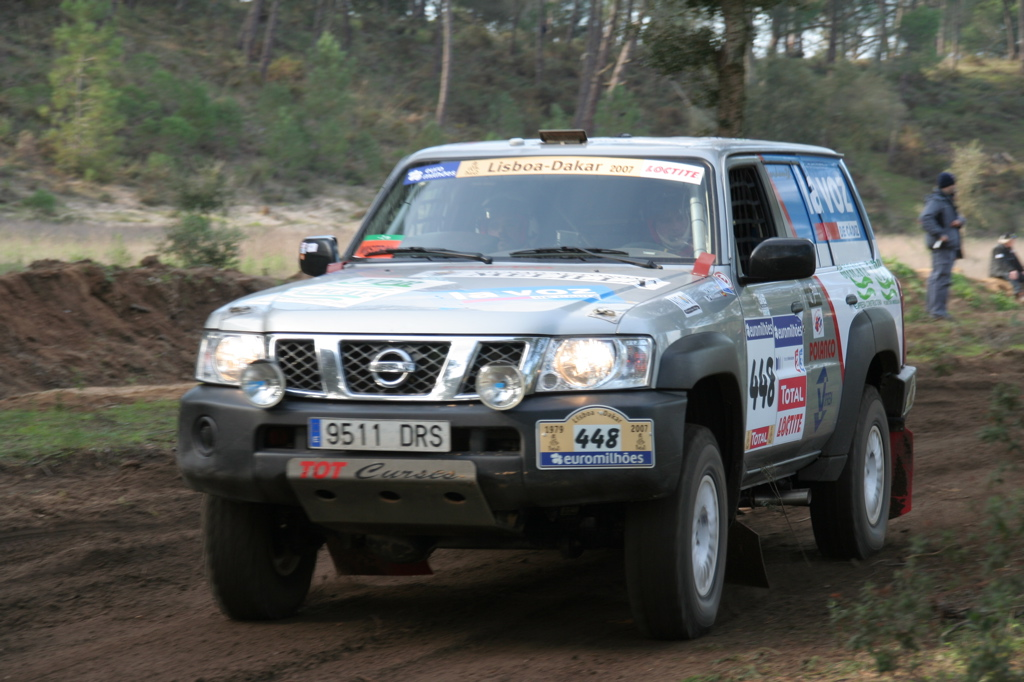
Nissan Lisbon-Dakar 2007
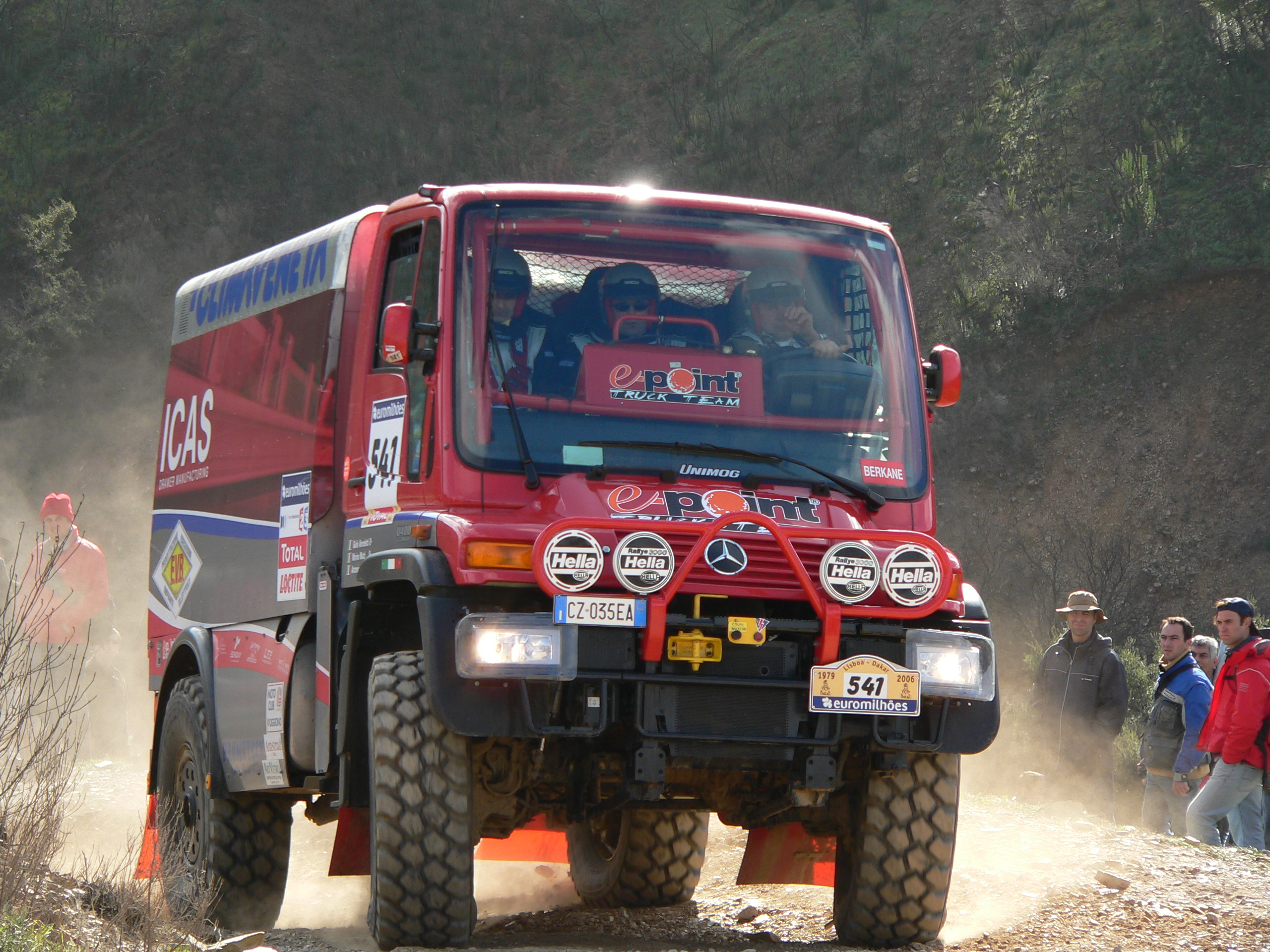
Un Unimog U400L n.541 durante la seconda tappa dell'edizione 2006
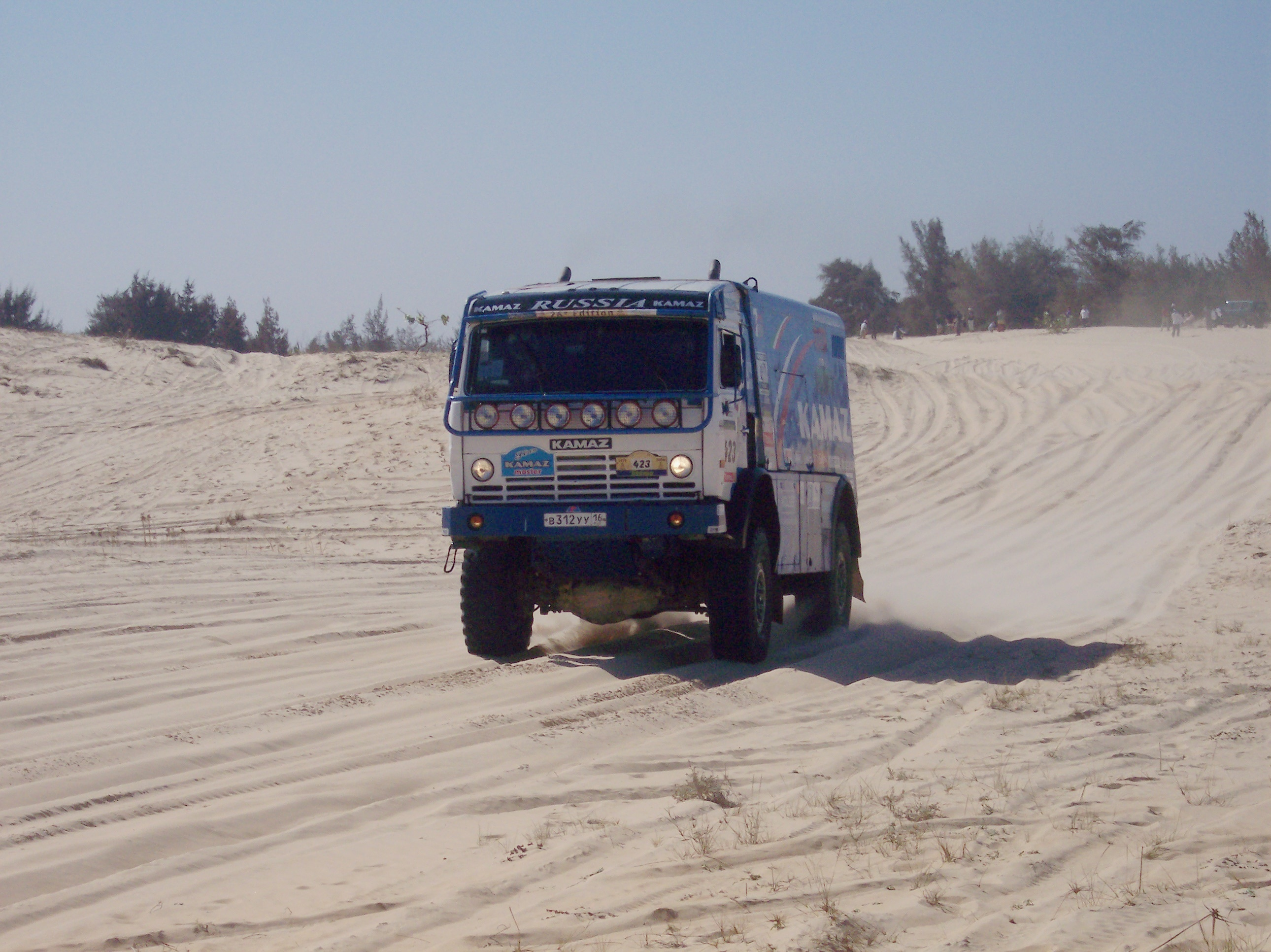
La Kamaz, sedici volte vincitore
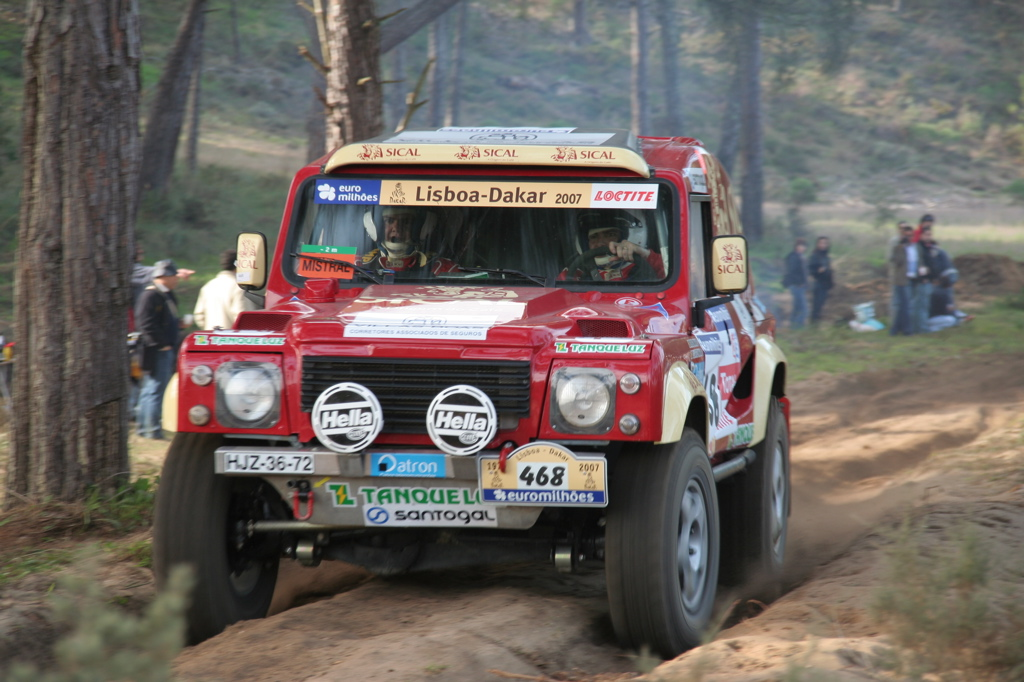
Bowler Wildcat nel 2007
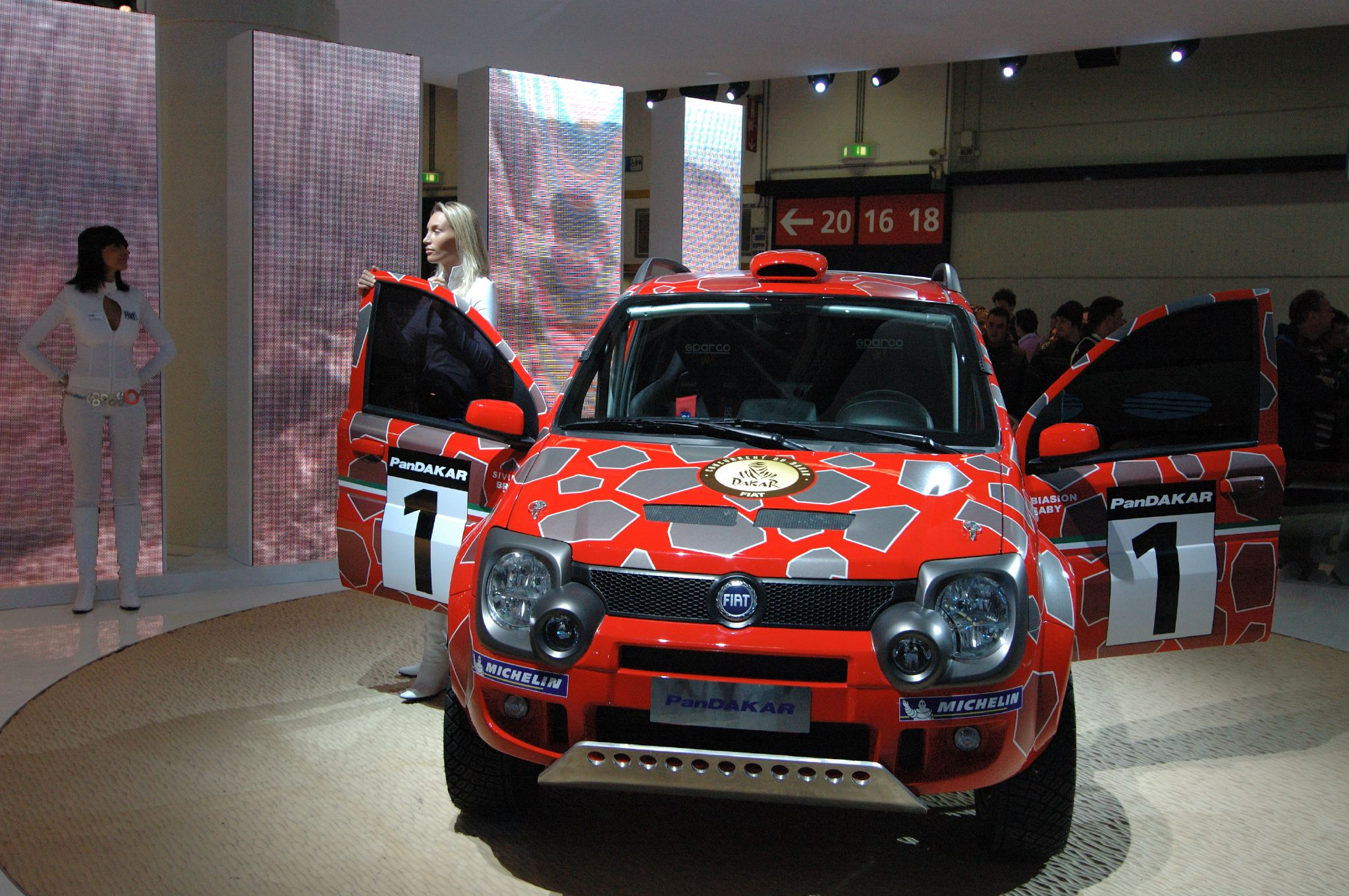
La Fiat PanDAKAR, in corsa nel 2007 con Saby e Biasion